# 't Klooster
't Klooster est une localité des Pays-Bas située dans la commune néerlandaise d’Aalten, dans la province de Gueldre.